# Зогяй
Зогяй или Зогай или Зога или Зоге (на албански: Zogjaj, Zogje) е село в Албания, в община Булкиза (Булчица), административна област Дебър.

## География
Селото е разположено в областта Грика Вогъл.

## История

### В Османската империя
Според статистиката на Васил Кънчов („Македония. Етнография и статистика“) Зогай е част от Грика Вогъл (Мала Река) и в него живеят 640 души арнаути мохамедани.
На Етнографската карта на Битолския вилает на Картографския институт в София от 1901 година Зогай е чисто албанско село в Дебърската каза на Дебърския санджак със 100 къщи.

### В Албания
След Балканската война в 1912 година селото попада в Албания.
В 1915 година, по време на Първата световна война, селото е анексирано от Царство България. Към 1 март 1916 година Зогай е център на Зогайската община на българската Дебърска околия.
До 2015 година е част от община Шупенза.

## Личности
Родени в Зогяй
- Сала Маркя (1789 - 1869), албански революционер, участник в Албанското въстание (1843 – 1844)